# EverQuest II
EverQuest II ist ein klassenbasiertes Massively Multiplayer Online Role-Playing Game (MMORPG) vom Spieleentwickler Verant Interactive. Das von Daybreak Game Company (früher: Sony Online Entertainment) betriebene Onlinespiel ist der Nachfolger des 1999 veröffentlichten Vorgängers EverQuest, der ebenfalls noch immer aktiv betrieben und weiterentwickelt wird. Laut Angaben des Herstellers soll dieser Teil aber eine andere Zielgruppe als EverQuest haben und keinesfalls Teil 1 ablösen. Im Dezember 2011 wurde EverQuest II auf Free-to-play umgestellt. Damit ist es ohne Zeit- oder Stufenbeschränkung gebührenfrei spielbar; kostenpflichtig sind nur bestimmte Rassen, Spezialfähigkeiten und Erweiterungen.

## Handlung
EverQuest II spielt 500 Jahre nach EverQuest in einem Paralleluniversum auf dem fiktiven Planeten Norrath. Das Paralleluniversum wurde deswegen gewählt, damit die Entwickler von EverQuest komplett frei die Handlung des Vorgängers weiter erzählen können, ohne mit dem Nachfolger in Konflikt zu geraten.
Die Welt Norrath hat sich seitdem radikal verändert, da der Mond Luclin explodierte und Trümmer auf die Oberfläche des Planeten aufgeschlagen sind. Die einzigen verbliebenen Städte sind Qeynos unter der Führung von Antonia Bayle (die Guten) und Freeport (zu Deutsch: „Freihafen“) regiert von Lucan D’Lere (die Bösen).

## Gameplay
Der Spieler beginnt seine Reise in einem Startgebiet, nachdem er seine Charakterklasse, Rasse und Gesinnung ausgewählt hat. Ein Dunkelelf zum Beispiel ist böse, ein Hochelf wiederum ist gut und neutrale Rassen wie die Menschen haben die Wahl, welcher Seite sie angehören wollen.
Gute oder neutrale Charaktere können in Neu-Halas oder Kelethin starten, böse oder neutrale Charaktere können ihr Abenteuer in Neriak oder Gorowyn beginnen. Die Hauptstädte Qeynos und Freihafen sind keine Startgebiete mehr, allerdings kann man später dorthin umziehen. Die Startgebiete bieten ausreichend Aufgaben (Quests), mit denen die Spielfigur bis zur Stufe 20 aufsteigt und adäquate Ausrüstung sowie ein Boden-Reittier erhält.
Die Spielfigur sammelt Erfahrung, indem sie Monster tötet oder die zahlreichen Quests von NPCs, die überall in der Welt zu finden sind, absolviert. Durch das Erreichen eines höheren Levels stehen dem Spieler neue Fähigkeiten zur Verfügung, die er nicht erst bei einem Trainer erlernen muss, sondern sofort einsetzen kann.
EverQuest II nutzt „Zonen“ als Gebiete. Dies hat den Vorteil, dass, wenn eine Zone eine Obergrenze an Spielern erreicht, eine neue Kopie dieser erstellt wird und somit sichergestellt ist, dass die Gebiete nie überfüllt sind.

### Rassen
Es gibt in EverQuest II 20 spielbare Rassen – die so genannten Froschloks, wurden erst später als anwählbare Rasse eingefügt, nachdem die Spieler sie durch verschiedene Quests freigeschaltet hatten. Mit dem Add-on „Echoes of Faydwer“ wurde zusätzlich die Rasse der Feen, mit GU35 (Game Update 35) die Rasse der Arasai (Dunkelfeen) in das Spiel integriert. Seit dem Erscheinen des Add-on „Rise of Kunark“ sind die drachenähnlichen humanoiden Sarnarks als spielbare Rasse verfügbar. Jede Rasse hat verschiedene Attribute und natürlich ein eigenes unverwechselbares Aussehen. Die Vampir-Rasse der Freiblüter kann kostenpflichtig freigeschaltet werden.
- Gute Rassen: Halblinge, Zwerge, Hochelfen, Froschloks, Waldelfen, Feen
- Böse Rassen: Dunkelelfen, Rattonga (bis GU60), Iksar, Oger, Trolle, Arasai, Sarnarks, Freiblüter
- Neutrale Rassen: Menschen, Barbaren, Eruditen, Gnome, Halbelfen, Kerraner, Rattonga (seit GU60)

### Klassen
Das Klassensystem in EverQuest II ist, verglichen mit vielen anderen Spielen, sehr aufwändig. Der Spieler entscheidet sich am Anfang des Spiels für eine von 25 Klassen. Ursprünglich 16, später 8 der Klassen beschränken sich allerdings auf eine der beiden Fraktionen. So können bis heute der Paladin, Elementalist, Abenteurer und Mystiker nur von Spielern der guten Seite gewählt werden, während der Schattenritter, Nekromant, Brigant und Schänder der bösen vorbehalten ist. Seit einiger Zeit ist es allerdings auf PVP-Servern möglich, nach dem Verrat seiner Stadt die Klasse zu behalten. Die Klasse „Bestienfürst“ ist im Marktplatz erhältlich. Die Klasse „Bündler“ ist Bestandteil der Erweiterung „Tears of Veeshan“.

#### Hauptklassen
- Kämpfer: Wächter (G&B), Berserker (G&B), Mönch(G&B), Raufbold (G&B), Paladin (G), Schattenritter (B)
- Kundschafter: Troubadour (G&B), Klagesänger (G&B), Säbelrassler (G), Brigant (B), Waldläufer (G&B), Assassine (G&B), Bestienfürst (G&B)
- Priester: Templer (G&B), Inquisitor (G&B), Wärter (G&B), Furie (G&B), Mystiker (G), Schänder (B), Bündler (G&B)
- Magier: Zauberer (G&B), Hexenmeister (G&B), Thaumaturgist (G&B), Erzwinger (G&B), Elementalist (G), Nekromant (B)

(G = gut, B = böse)

#### Oberklassen
- Krieger, Schläger, Kreuzritter
- Barde, Schurke, Räuber
- Kleriker, Druide, Schamane
- Hexer, Illusionist, Beschwörer

### Handwerk
Jeder Charakter hat in EverQuest II die Möglichkeit neben seiner Kampfklasse einen Handwerksberuf zu erlernen, um damit Gegenstände herzustellen, die er entweder bei NPC-Händlern oder an andere Spieler verkaufen kann. Der Verkauf findet überwiegend über Makler statt, bei denen ähnlich einer Tauschbörse Gegenstände gesucht werden können, oder aber im eigenen Haus, wo der Spieler als Verkäufer tätig ist.
Zu Beginn ist jeder Charakter Kunsthandwerker, ähnlich der Kampfklasse erlangt er durch das Herstellen von Gegenständen Erfahrung und kann sich mit Erreichen des 9. Handwerkslevels spezialisieren. Eine weitere Spezialisierung auf den endgültigen Beruf erfolgt mit Erreichen des 19. Handwerkslevels.
Da jeder Gegenstand bestimmte Zutaten benötigt, muss der Spieler diese außerhalb der Städte in Norrath abbauen bzw. sammeln oder über den Makler von anderen Spielern kaufen. Mit LU24 (Live Update 24) wurde das Craftingsystem verändert und die Zwischenkomponenten sind weggefallen. Man kommt nun von den gesammelten Rohstoffen direkt zum Endprodukt.

#### Handwerksklassen
- Handwerksmeister (Unterklassen Versorger, Holzarbeiter, Schreiner)
- Ausstatter (Rüstungsschmied, Schneider, Waffenschmied)
- Gelehrter (Juwelier, Wissender, Alchemist)

### Gruppen und Gilden
EverQuest II war anfangs sehr stark auf das Gruppenspiel ausgelegt, im Laufe der Zeit wurde es jedoch dem in der Community sehr stark vorhandenen Wunsch angepasst, auch alleine viel erreichen zu können. Viele Spieler, die seit Beginn dabei waren und das Spiel in Gruppen bevorzugten, das nun nur noch selten erforderlich und oft auch nicht mehr sinnvoll ist, verließen das Spiel.
Eine vollständige Gruppe kann bis zu sechs Mitglieder haben. Hierbei kommt erstmals das Rollenkonzept zum Tragen. Eine Gruppe benötigt typischerweise mindestens einen Tank, einen Heiler und einen Damage Dealer. Abhängig von ihren zum Teil sehr speziellen Eigenschaften können die verschiedenen Klassen eine dieser Rollen ausfüllen. Auch Wissen und Geschick des Spielers sind dabei von erheblicher Bedeutung. Das Spiel verzeiht vor allem bei sehr schwierigen Gegnern keine Fehler eines Mitglieds und verlangt, dass jeder Spieler seine Aufgabe innerhalb einer Gruppe kennt. Ein Kämpfer ist für gewöhnlich Tank, der einzig und allein dazu da ist, den Schaden einzustecken, während die so genannten Damage Dealer, welche fast immer von Magiern und Kundschaftern gestellt werden, mit ihren mächtigen Zaubersprüchen und Nahkampfangriffen dem Gegner zusetzen. Aufgabe des Heilers ist es dafür zu sorgen, dass der Tank ständig geheilt wird. Eine weitere Rolle bereits innerhalb einer Gruppe kann der Supporter sein. Dessen Aufgabe ist es, die Fähigkeiten der Gruppenmitglieder zu erhöhen und die der Feinde zu schwächen. In der Anfangszeit des Spiels wurde diese Rolle weitgehend übersehen, sodass typische Supportklassen wie Barden (Troubadour, Klagesänger) oder Enchanter (Illusionist, Erzwinger) in der Spielergemeinde zunächst unpopulär waren und selten gespielt wurden. Es wurde jedoch klar, dass bei größeren Herausforderungen der richtige Einsatz der Supportklassen unverzichtbar ist.
Eine Besonderheit stellen die Heldenchancen (HOs = Heroic Opportunities) dar. Ein Mitspieler startet eine Heldenchance (was durch ein Rad mit blinkenden Symbolen angezeigt wird). Durch Aktivitäten der Mitspieler wandert das Rad weiter und sobald alle erforderlichen Schritte erfüllt sind, wird ein besonders mächtiger Zauberspruch aktiviert, der den Gegner schädigt, die Gruppe stärkt oder ähnliches.
Gilden spielen ebenfalls eine große Rolle in EverQuest II. So können diese ebenfalls im Level aufsteigen, indem die Mitglieder beispielsweise so genannte Erbequests machen. Dabei handelt es sich um sehr schwere und langwierige Aufgaben, die dem eigenen Character und insbesondere der eigenen Gilde viele Statuspunkte verleihen, wodurch die Gildenmitglieder nach und nach die Möglichkeit bekommen, von den Händlern besondere Rüstungen, Gewänder oder auch Pferde zum schnelleren Reisen zu erwerben. Die Ziele der Gilden im Spiel und die daraus resultierenden internen Regeln können sehr verschieden sein.

### Raid
Ein Raid ist der Zusammenschluss mehrerer Gruppen, in EverQuest II derzeit max. 4 Gruppen mit je 6 Mitgliedern. So können bis zu 24 Leute einen Raid, auch Überfallgruppe oder Raubzug genannt, bilden.
Überfallgruppen werden gebildet um besonders mächtige Gegner zu besiegen. Da es sich bei einem Raid immer um umfangreiche Aktionen, handelt gibt es diverse Strategiebeschreibungen, im englischen auch walk-throughs.

## Besonderheiten
EverQuest II sollte das erste MMORPG mit kompletter Sprachausgabe werden. Dafür wurden mehr als 1.700 Sprecher eingesetzt, die 130 Stunden Dialoge aufgenommen haben. In der englischen Version wird Antonia Bayle von Heather Graham und Lucan D’Lere von Christopher Lee gesprochen.
Auf Grund der großen Menge an Sprachtexten wurde das Ziel jedoch bis heute nicht erreicht.
Auch die Lokalisation der Sprachausgabe auf nicht-englischen Servern wurde vorerst gestoppt.
Das Spiel zählte zu den grafisch aufwändigsten Spielen seiner Art, weshalb es auch hohe Hardwareanforderungen besaß.
Mit über 24 Klassen, die zur Auswahl stehen, ist EverQuest II sehr komplex.

## Adventure Packs und Add-ons
Zurzeit sind drei so genannte „Adventure Packs“ für EverQuest II erschienen, die online gekauft und freigeschaltet werden können, und das Spiel um kleinere Dungeons sowie neue Gegner erweitern.
- Adventure Pack #1: Die Blutlinien Chroniken (engl. Titel The Bloodline Chronicles)
- Adventure Pack #2: Die Spaltpfoten Saga (engl. Titel The Splitpaw Saga)
- Adventure Pack #3: Die gefallene Dynastie (engl. Titel The Fallen Dynasty)

Am 13. September 2005 erschien das erste Add-on mit dem Titel „Wüste der Flammen“ (engl. Titel „Desert of Flames“) und fügte dem Spiel ein komplett neues Gebiet, die Wüste von Ro, sowie PvP-Kämpfe, neue Kreaturen und Monster hinzu. Zusätzlich wurden mit dem Add-on lange vermisste „Voice Over Emotes“ zum Spiel hinzugefügt – bisher blieben alle Spielercharaktere weitestgehend stumm. Mit dem Add-on wurde die maximal erreichbare Erfahrungsstufe auf 60 angehoben.
Am 21. Februar 2006 ist die zweite Everquest-II-Expansion „Kingdom of Sky“ erschienen. Neben neuen Zonen, Gegnern und Ausrüstungsgegenständen wurde das Level Cap auf 70 erhöht. Weiterhin wurde ein neues System eingeführt, das sog. Alternative-Achievement-System (AA-System), in dem man 50 Punkte erreichen kann und das Spielern die weitergehende Individualisierung ihrer Charaktere ermöglicht.
Am 14. November 2006 wurde das nun mehr dritte Add-on mit dem Titel „Echoes of Faydwer“ in das Spiel integriert, das die Welt um den aus Everquest 1 bekannten Kontinent „Feendunkel“ (engl. Faydwer) erweitert. Betrachtet man lediglich die Oberwelt, so ist Feendunkel in etwa 5-mal größer als der im ersten Add-on eingeführte Kontinent „Ro“. Das Add-on ist primär nostalgischer Natur, da viele beliebte Zonen aus dem ersten Teil des Spiels wiedererweckt wurden.
Hervorzuhebene Features sind die Einführung der neuen Feen-Rasse, Gildenumhänge, ein Glaubenssystem, über 350 neue Quests und die Abdeckung aller Erfahrungsstufen von 1 bis 70 mit neuen Abenteuerinhalten. Mit der Erweiterung wurde auch das Alternative-Achievement-System auf 100 Punkte erweitert. Schon bei der Veröffentlichung des Add-ons war die Qualität der deutschen Übersetzung, die immer ein großes Manko von EverQuest 2 darstellte, erstaunlich hoch.
Am 13. November 2007 erschien ein weiteres Add-on mit dem Titel „Rise of Kunark“ in dem neue Gebiete, Questen, Kreaturen und Monster auf den Spieler warten. Neu wurden auch epische Waffen für jede Klasse eingeführt. Die maximal erreichbare Erfahrungsstufe für Abenteurer, Handwerker und Gilden wurde auf 80 angehoben, das AA-System auf 140 Punkte erweitert. Als neue Rasse sind die drachenähnlichen humanoiden Sarnarks verfügbar.
Am 18. November 2008 erschien das neue Add-on „The Shadow Odyssey“. Mit diesem Add-on hielten eine neue Überland Zone und 20 neue Dungeons in das Spiel einzug. Viele der Dungeons sind Anlehnungen an bekannte Gebiete aus Everquest. Das AA-System wurde auf 200 Punkte erweitert, zwei neue Götter sind nach Norrath zurückgekehrt und zusätzlich zu den vielen neuen Quests ist auch eine neue klassenspezifische Questserie verfügbar.
Am 16. Februar 2010 erschien das mittlerweile sechste Add-on „Sentinel’s Fate“. Dieses Mal gab es zwei neue Überland Zonen (das gespaltene Grenzland und das Steinschlag-Hochland), 12 neue Dungeons, 400 Quests und 2000 neue Rüstungs- und Waffenteile. Die maximal erreichbare Erfahrungsstufe wurde auf 90 angehoben und es wurden neue Punkte und Fähigkeiten im AA-System hinzugefügt. Außerdem wurden PvP-Schlachtfelder ins Spiel integriert.
Am 22. Februar 2011 erschien das siebte Add-on „Destiny of Velious“.
Am 6. Dezember 2011 erschien das achte Add-on „Age of Discovery“. Dieses Add-on erweitert das Spiel um die Features Söldner, Handelsfertigkeitslehrling, Verlies-Ersteller, Bestienfürst-Klasse und Neu-Schmieden. Seit dem 1. Oktober 2013 sind diese Funktionen einzeln oder als Bundle im Ingame-Marktplatz erhältlich.
Am 13. November 2012 ist das neunte Add-on „Chains of Eternity“ erschienen.
Am 12. November 2013 ist das zehnte Add-on „Tears of Veeshan“ erschienen. Es erweitert das Spiel um die Heiler-Klasse „Bündler“, eine T4 Gildenhalle, die Überlandzone „Vesspyr-Inseln“ sowie neue Verliese und Raidzonen. Die Erweiterung „Chains of Eternity“ ist in diesem Add-on enthalten.
Am 11. November 2014 ist das elfte Add-on „Altar of Malice“ erschienen.
Am 17. November 2015 ist das zwölfte Add-on „Terrors of Thalumbra“ erschienen.
Am 15. November 2016 ist das dreizehnte Add-on „Kunark Ascending“ erschienen. In dem Adventurepack sind auch Söldnerfähigkeiten und alle vorherigen Erweiterungen inkludiert.
Am 28. November 2017 ist das vierzehnte Add-on „Planes of Prophecy“ erschienen. Die maximal erreichbare Erfahrungsstufe sowie die Handwerksstufe wurden auf 110 angehoben.
Am 13. November 2018 ist das fünfzehnte Add-on „Chaos Descending“ erschienen.
Am 17. Dezember 2019 ist das sechzehnte Add-on „Blood of Lucline“ erschienen. Die maximal erreichbare Erfahrungsstufe sowie die Handwerksstufe wurden auf 120 angehoben.
Am 15. Dezember 2020 ist das siebzehnte Add-on „Reign of Shadows“ erschienen.
Am 1. Dezember 2021 ist das achtzehnte Add-on „Visions if Vetrovia“ erschienen. Die maximal erreichbare Erfahrungsstufe sowie die Handwerksstufe wurden auf 125 angehoben.
Am 30. November 2022 ist das neunzehnte Add-on „Renewal of Ro“ erschienen.
Am 29. November 2023 ist das zwanzigste Add-on „Ballads of Zimara“ erschienen.
Mit der Free-to-play-Mitgliedschaft erhält der Spieler Zugriff auf alle Adventure Packs sowie die Erweiterungen bis einschließlich „Altar of Malice“. Maximale Stufe ist 100.

## Anpassbarkeit und Benutzeroberfläche
Das Aussehen und Verhalten der Benutzeroberfläche von EverQuest 2 wird in xml-Dateien gespeichert, die von jedem Benutzer vollkommen frei editiert werden können, sofern dieser über Vorkenntnisse über den Aufbau dieser Dateien verfügt. Innerhalb dieser Dateien gibt es vorgegebene XML-Strukturen, die für Objekte, Eigenschaften und Funktionen der Benutzeroberfläche stehen und im Spiel aufgerufen werden können. Diese sehr leistungsstarke Anpassbarkeit ermöglicht es, der Benutzeroberfläche des Spiels ein völlig neues Aussehen zu geben oder sie sogar um Funktionalitäten zu erweitern. Beispielsweise gibt es eine Erweiterung der Oberfläche, die das Postsystem um einen „Weiterleiten“-Knopf bereichert, oder das Umschalten der Bildschirmauflösung über einen einzigen Tastendruck ermöglicht.